# Миров, Сергей Геннадьевич
Серге́й Генна́дьевич Ми́ров (22 декабря 1958, Москва) — режиссёр, продюсер, теле- и радиоведущий, писатель, поэт, композитор, певец.

## Биография
Родился в Москве в семье инженера и изобретателя Мирова Геннадия Львовича (1931—1988) и педагога и переводчика Мировой Любови Георгиевны (1930—2015). Внук народного артиста РСФСР Льва Борисовича Мирова.
В 1980 году окончил Геологический Факультет МИНХ и ГП им. Губкина (РГУНиГ). С 1978 по 1987 руководил студенческим театром «Мы». В 1990 году закончил режиссёрский факультет Московского Театрального Училища им. Щукина. В 1990-е годы вошёл в творческую группу телережиссёра Евгения Гинзбурга.

## Профессиональная деятельность

### Массмедиа
В 1992 году создал и вел телепрограмму «Девятка», посвященную первым российским видеоклипам. Параллельно писал сценарии и снимал видеоклипы. В 1994 году стал лауреатом Всероссийского Фестиваля Производителей Рекламы «Кипарис» (ролики «Свежий ветер», «Русская Америка»).
Сергей Миров — автор, ведущий, режиссёр и продюсер более 20 телепередач, шоу и радиопрограмм, в том числе для РТР, ТВЦ, НТВ, «Парк Развлечений», 2х2, ВиД, «Радио России», «Радио Маяк». Разработчик стиля телеканала «2х2» (1995—1997).
1. Телепрограмма «Девятка» — автор, ведущий и режиссёр (1992).
2. Радиопрограмма «Стопочка» (Радио России) — автор и ведущий (1991—1999).
3. Телепрограмма «Радио Труба» (2х2, «ВиД») — режиссёр (1991—1999).
4. Программа «Комильфо» (2х2) — автор и режиссёр (1992).
5. Телешоу «Юбилей Ролана Быкова» (РТР) — режиссёр-постановщик (1995).
6. Телешоу «100 лет Кино» («Кинотавр», РТР) — режиссёр-постановщик (1995).
7. Программа «Синемания» — продюсер (1995—1997).
8. Туристический цикл «Планета „CLUB MED“» — автор, режиссёр и ведущий (1995—1997).
9. Программа «Рантье» — продюсер (1995—1997).
10. Телешоу «Новый Фасон» (ТВЦ) — режиссёр-постановщик (2003).
11. Телепрограммы «Дело хозяйское», «Рублевая зона», «Просто Марина», «Хоббиты», «Музыкальная История» (НТВ, ТВЦ) — автор и режиссёр (1999—2007).
12. Радиопрограммы «Неформат», «Машина Моего Времени», «Чужой Монастырь» («Радио Маяк») — продюсер (с 2006).
13. Телепрограмма «Мастер-Класс» (канал «Парк Развлечений») — автор, ведущий, режиссёр и продюсер (2010—2012)[1].

### Музыка
В 1981 году вместе с Сергеем Минаевым, Владимиром Якушенко, Михаилом Орловым, Сергеем Дубановым и Сергеем Кавагоэ создал одну из первых софт-рок-групп «Город». В 1987-88 участник группы «Зодчие». В 1988—1990 автор песен и участник шоу-трио «Фэн-о-мэн» (с В. Сюткиным и Е. Яковлевым). В 1992 году Сергей Миров и Андрей Заблудовский создали дуэт «Мир-За».
Автор песен для Сергея Минаева, Ольги Кормухиной, групп «Фэн-о-Мэн», «Город», «Шанхай», «Наутилус», «Машина Времени», «Зодчие», «Секрет», «НРГ», среди которых: «Шанхай блюз», «Письма», «Я этот вирус», «Рэкет Робин Гуд», «Часы идут», «Так начинается свастика».

## Фильмография
Продюсер, автор и режиссёр документальных фильмов (1997—2022):
- «Прыжок в бездну»
- «Прометей-2000»
- «Первая столица»
- «Викинги XXI века»
- «Сага о вещем Олеге»
- «Возвращение праздника»
- «Образцовый театр»
- «Размышления к информации»
- «Говорит и показывает Николай Озеров»
- «Соловьев который стал седым»
- «Татьяна Доронина и храм судьбы»
- «Визит пожилого джентльмена»
- «Терентьич»
- «Нина Громова»
- «Чемпионы Вопреки»
- «NOWHERE MANЪ» (посвящён покойному Коле Васину)[7]
- «Олимпиада-80. Ход Конем»
- «Реквием по Мечтам»

## Фестивали
- «Аксенов-фест» — продюсер и режиссёр.[8][9][10][11][12]
- «Сотворение Мира» — продюсер, режиссёр, автор концепции (2008—2012).[13][14][15]
- «Керосинка 20-10» — Продюсер, режиссер, автор концепции (2010)
- «Желтая Гора» — Председатель жюри (2009—2011)

## Книги
Сергей Миров написал ряд книг в серии «Легенды русского рока»: о группах «Секрет», «Воскресение» и «Аракс». Также выпустил альбом к пятидесятилетию группы «Машина времени».

## Другие проекты
- В 2008—2014 гг. — шеф-редактор созданной под руководством Дмитрия Диброва социальной сети top4top.[17][18][19]
- C 2022 ведет канал «Москва Неубитая» на Youtube.[20]